# Jean Blewett

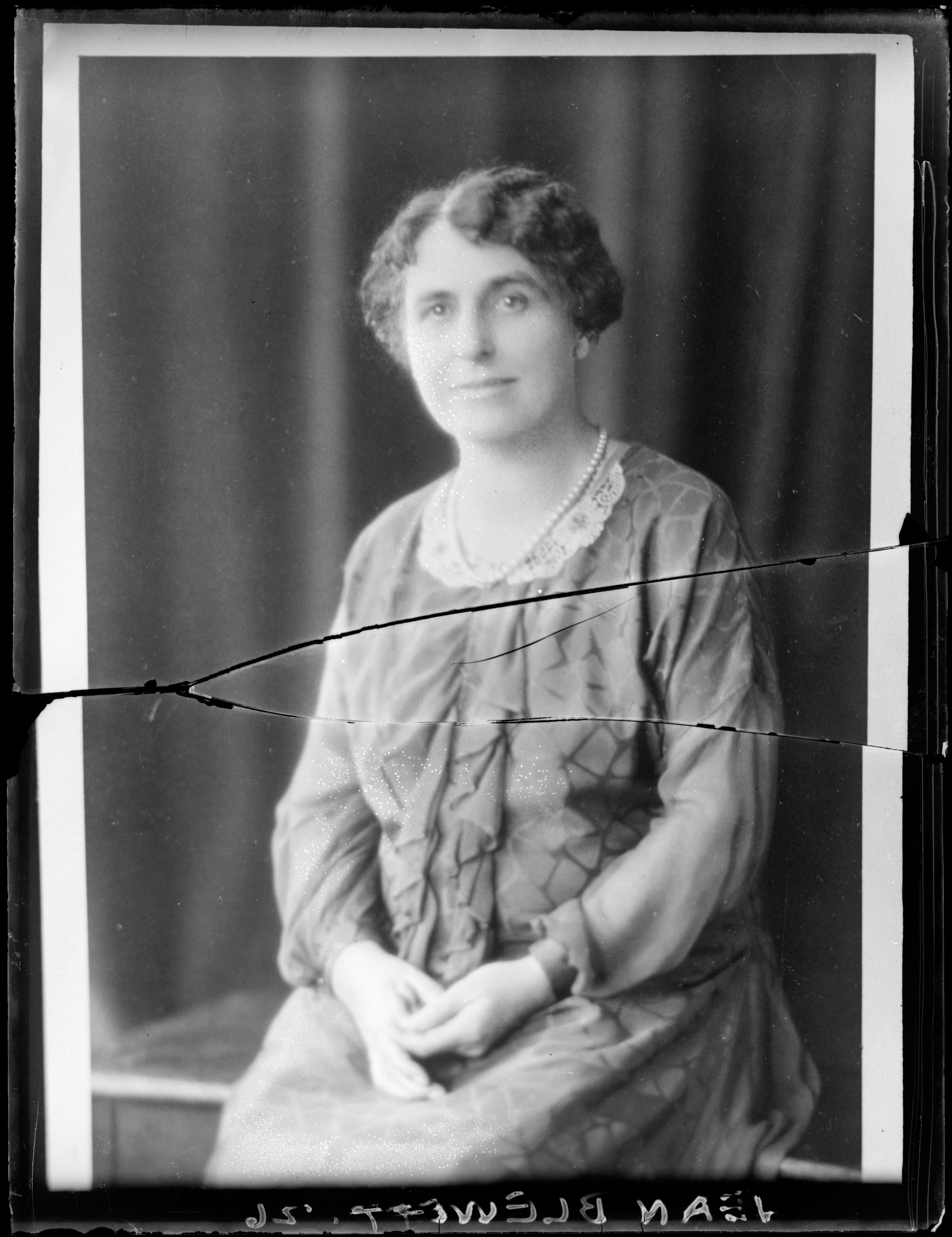
Jean Blewett, 1926

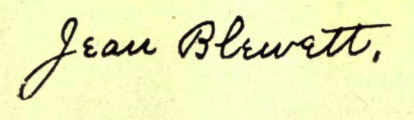
Jean Blewett, Unterschrift

Jean McKishnie Blewett (4. November 1862  in Scotia, Ontario  – 19. August 1934 in Chatham, Ontario) war eine kanadische Autorin und Journalistin. Sie veröffentlichte unter dem Pseudonym Katherine Kent.

## Leben
Blewett wurde 1862 (andere Quellen sagen auch 1872) mit dem Namen Jean McKishnie als Kind schottischer Einwanderer geboren.
Im Jahre 1879 feierte sie ihr Debüt mit der Novelle Out of the Depths (Aus den Tiefen). Einen großen Erfolg verzeichnete sie im Jahr 1896, als sie für ihr Gedicht Spring (Frühling) bei der Zeitschrift Chicago Times-Herald ein Preisgeld von 600 USD gewann.
Blewett schrieb regelmäßig für die Globe (Heute The Globe and Mail) und war ab 1889 bis zu ihrem Tod Redakteurin des Haushaltteils.
1919 brachte sie mit der Unterstützung des Imperial Order of the Daughters of the Empire eine eigene Broschüre Namens Heartstorys (Herzensgeschichten) raus, zu Gunsten von Kriegs-Hilfsorganisationen. IODE (Imperial Order Daughters of the Empire) ist eine 1900 gegründete Wohltätigkeitsorganisation.
Blewett war auch politisch aktiv. Sie schrieb das Pamphlet Canadian Woman and Her Work für die Toronto Canadian Suffrage Association und setzte sich außerdem für die Einführung des Frauenwahlrecht in Kanada ein.
Im Jahr 1879 heiratete sie Basset Blewett, mit dem sie auch eine gemeinsame Tochter hatte. Ihr Bruder war der Schriftsteller Archie McKishnie.
Im Jahre 1934 starb Jane Blewett nach langer Krankheit.

## Werke
- Out of the dephts, 1879
- Heartsongs, 1889 ISBN 1-5202-8338-5
- The cornflower, and other poems, 1906 ISBN 1-115-26060-X
- Heart Stories, 1919 ISBN 0-243-48481-X
- Canadian Women and her Work ISBN 978-0-659-09968-6